# Gaochuan (socken i Kina, Sichuan)
Gaochuan (kinesiska: 高川乡, 高川) är en socken i Kina. Den ligger i provinsen Sichuan, i den sydvästra delen av landet, omkring 110 kilometer norr om provinshuvudstaden Chengdu. Antalet invånare är 4 227. Befolkningen består av 2 036 kvinnor och 2 191 män. Barn under 15 år utgör 13,0 %, vuxna 15-64 år 72 %, och äldre över 65 år 13,0 %.
Genomsnittlig årsnederbörd är 1 218 millimeter. Den regnigaste månaden är juli, med i genomsnitt 367 mm nederbörd, och den torraste är december, med 4 mm nederbörd.